# Henri Nestlé
Henri Nestlé (10 d'agost de 1814 a Frankfurt del Main, Confederació Germànica - 7 de juliol de 1890 a Cantó de Vaud, Suïssa) va ser un comerciant i químic suís, d'origen alemany, de gran inventiva.
Va néixer a Frankfurt del Main com a onzè dels catorze criatures del matrimoni d'Anna-Maria Catharina Ehemann i Johann Ulrich Matthias Nestle, una nissaga de vidriers, establert al carrer Töngesgasse. El burgmestre de Frankfurt, Gustav Edmund Nestle, va ser el seu germà. La família Nestlé té els seus orígens al sud de Suàbia, Alemanya, a pobles de la Selva Negra. Membres de la nissaga van ser batles de Dornstetten, Freudenstadt, Mindersbach, Nagold i Sulz am Neckar. En el dialecte suab Nestle significa «niuet». El cognom Nestlé hi té diferents variacions ortogràfics com ara Nästlin, Nästlen, Nestlin, Nestlen i Niestle.
Va fer l'aprenentatge d'assistent de farmacèutic a Frankfurt el 1834 o 1835. Va començar els seus viatges de companyó, com era de costum en aquesta època. Va acabar la formació el 1839 a Lausanne i rebre la patent d'assistent farmacèutic. No se sap gaire del període 1835-1839, ni quan exactament o per què va arribar a Vevey. A Vevey va francitzar el seu nom a Henri Nestlé. Durant quinze anys va tenir un negoci de mostassa, de cereals i de làmpades de querosè.
Es va casar amb Anna Clémentine Thérèse Ehemant 23 maig 1860. El 1867 va desenvolupar un compost alimentari que va batejar farine lactée (farina làctia) una barreja de llet de vaca concentrada i de pa ratllat destinada a nadons de mares que no es trobessin en condicions d'alimentar naturalment al seu fill,o com era el cas aleshores a la classe superior, que no el consideraven convenient de donar el pit. Un dels seus èxits va ser eliminar l'àcid i el midó d'aquesta barreja. Segons uns dels mites fundacionals de l'empresa que va crear, va fer un avanç comercial considerable quan el seu preparat va salvar la vida del «petit Wanner», un nadó prematur d'una mare greument malalta després del part, com testimonieja el mateix a les seves memòries.
El 1868 va obrir una oficina a Londres i en cinc anys ja exportava el seu producte a Austràlia i Sud-amèrica. El 1873 ja venia 500.000 capses de farina làctica per any. El 1875 va vendre la companyia Farine lactée Henri Nestlé a un grup de quatre financers, Jules Monnerat, Pierre-Samuel Roussy, Gustave Marquis i Louis Mayor per un milió de francs. No hi va conservar ni una participació minoritària. Com que també va vendre el seu nom, des d'aleshores havia d'utilitzar el cognom «Nestlé-Ehmant».
Va morir als 76 anys, el 7 de juliol 1890 a Glion, després d'«una breu malaltia». Va ser sebollit al cementiri de Territet prop de Montreux (Suïssa).